# Оренбургская крепость
Оренбургская крепость — российская крепость, основана в 1743 году, как императорское береговое крепостное сооружение на естественной возвышенности правого берега реки Урал (Яик) у места слияния реки Урал с рекой Сакмара в районе горы «Маячная». Крепость имела две функции — военная и торговая.
В 1744 году была образована Оренбургская губерния, и Оренбург стал административным центром обширного края, включившего в свой состав земли яицких (уральских), ставропольских казаков и киргиз-кайсаков, города Уфу и Самару с прилегающими территориями. С 1748 года в этом городе сосредоточилось и управление созданным тогда Оренбургским казачьим войском. Войсковой атаман, руководивший местными казаками, находился в подчинении у оренбургского губернатора.
Население в необжитый (дальний) край привлекалось различными льготами — бесплатным предоставлением земли для строительства зданий, освобождением на несколько лет от податей. К 1760 году в Оренбурге насчитывалось 2866 домов, принадлежавших в основном лицам, находившимся на государственной службе (военным и штатским). За городом, кроме того, существовало много землянок, не учтенных при переписи. Эти жилища считались временными, так как в случае угрозы со стороны неприятеля все сооружения, находившиеся за городской чертой, подлежали сносу. В 1861 году крепость была упразднена.

## Выбор названия города
Название «Оренбург» по своему смыслу в одной из версий связывается с немецким «Ohren» — слух, слушать, и «Burg» — крепость, возможно символизировало роль крепости, как «уши» Российской империи на юго-восточном направлении, «прислушивающийся дозор». По другой версии возникновения топонима «Оренбург» связано с речкой Орь, протекающей в Орске. Крепость поставлена в линии существовавших на рубеже XVII в. пограничных застав Яицкого казачьего войска. Крепость была размещена на торговом маршруте Великого шелкового пути из Китая в Европу. Зимой отсюда был санный осетровый путь поставки рыбы к императорскому двору с реки Урал. По реке Урал через Оренбургскую крепость осуществлялось парусное военное и баржевое грузовое судоходство на направление Каспийского и Аральского морей. Из крепости, благодаря размещению на возвышенности, открывалась впечатляющая панорама на окружающие степи в диаметре 40-50 километров. На горе «Маячная» ночью зажигался факельный маяк для ночного ориентира. Расположена у мостовой переправы через реку Урал на границе частей света Европы и Азии.

## Герб города

Первый герб Оренбурга, а точнее магистратская печать, появился за 9 лет до основания города. В «Привилегии городу Оренбургу» императрицы Анны Иоанновны, документе, декларирующем управленческую структуру будущего города («Привилегия…» датирована 1734 г., а Оренбург основан на современном месте лишь в 1743 г.), есть следующие строки:

«… 8. Впрочем жалуем сей Магистрат, и все купечество и ремесленных, определяем иметь особливую гражданскую печать, которую всегда хранить в Канцелярии Магистратской, в особом ящике за замком и печатью заседающего Бургомистра, со изображением в той печати, как следует ниже сего красками изображенная, со описанием сим: В щиту золото, и чёрная краска, трижды поперег разделены суть Государственные цветы, в знак Нашея Императорския милости; а для того трижды разделены, что трёх подданных Наших народов сей город защитою и прибежищем быть иметь; два копья в щите, и два ж на верху сложенные, и два по сторонам стоящие надданы, что оные народы сие оружие обыкновенно на воене употребляют»
Вероятно имелись в виду три народа: башкиры, киргиз-кайсаки и яицкие каракалпаки. Кроме того, разделение щита могло символизировать трёх бургомистров и 6 ратсгеров. Однако, в силу исторических обстоятельств, ни Магистрата ни ратсгеров в Оренбурге не было. (Герб 1734 года в качестве своей эмблемы использовало в XIX веке городское общество взаимного страхования от пожаров). Авторство герба принадлежит геральдисту профессору И. С. Бекенштейну и руководителю Оренбургской экспедиции, основателю Орска, И. К. Кирилову (первоначально Оренбург был заложен в районе современного Орска, но позднее перенесен. Одна из версий возникновения толонима «Оренбург» связана с речкой Орь, протекающей в Орске). Стараниями этих же людей на исторической сцене появился и второй вариант герба города Оренбурга: чёрный одноглавый коронованный орёл, сидящий на горе. На географических картах и планах города Оренбурга XVIII века два последние герба зачастую соседствуют. Причём иногда щиты гербов окружались воинской арматурой.
Герб Оренбурга составлен князем Щербатовым и пожалован ещё в 1776 году Оренбургскому полевому батальону: лазуревый волнистый пояс, символизировал реку Урал; лазуревым андреевским крестом вероятно отмечена доблесть гарнизона Оренбурга, оборонявшего город от попыток захвата войсками Емельяна Пугачёва.

## Выбор места расположения крепости
Основание Оренбурга связано с событиями, разыгравшимися на востоке, в казахских степях. В первой половине XVIII столетия в Азии существовало могущественное государство Джунгария, представлявшее серьёзную опасность для своих соседей. Джунгарам удалось покорить часть казахстанских территорий. Страдали от вражеских набегов и владения хана Младшего Жуза Абулхаира. Как отмечают современники, «киргиз-кайсацкой (казахской) Меньшой орды Абулхаир хан претерпевал великия разорения» от неприятелей, которые угоняли скот, чинили препятствия торговле. Такие обстоятельства вынудили Абулхаир-хана «искать и просить о принятии его со всею тою Меньшою ордою в российское подданство». В 1730 году хан направил в Петербург своих посланников с тем, чтобы получить покровительство России и помощь в борьбе с джунгарами. Он просил также построить при устье реки Орь (притока Урала) русскую крепость, необходимую в этом крае ради обеспечения безопасности торговых караванов. К просьбам хана в Петербурге отнеслись со вниманием. Он сам и его орда были приняты в российское подданство, началась подготовка к строительству пограничной крепости. Обер-секретарь Сената И. К. Кирилов разработал проект мероприятий, которые планировалось осуществить во вновь присоединенном крае. Ему было поручено и руководство экспедицией, направленной в 1734 году для создания нового города. Относительно названия крепости императрица Анна Иоанновна, возглавлявшая тогда Российское государство, указывала: «Сему городу, с Богом вновь строить назначенному, именоваться Оренбург, и во всяких случаях называть и писать сим от нас данным именем». Название это происходит от двух слов: «бург» по-немецки означает «город», «крепость», а Орь — это название реки, в устье которой следовало создавать этот укрепленный пункт.

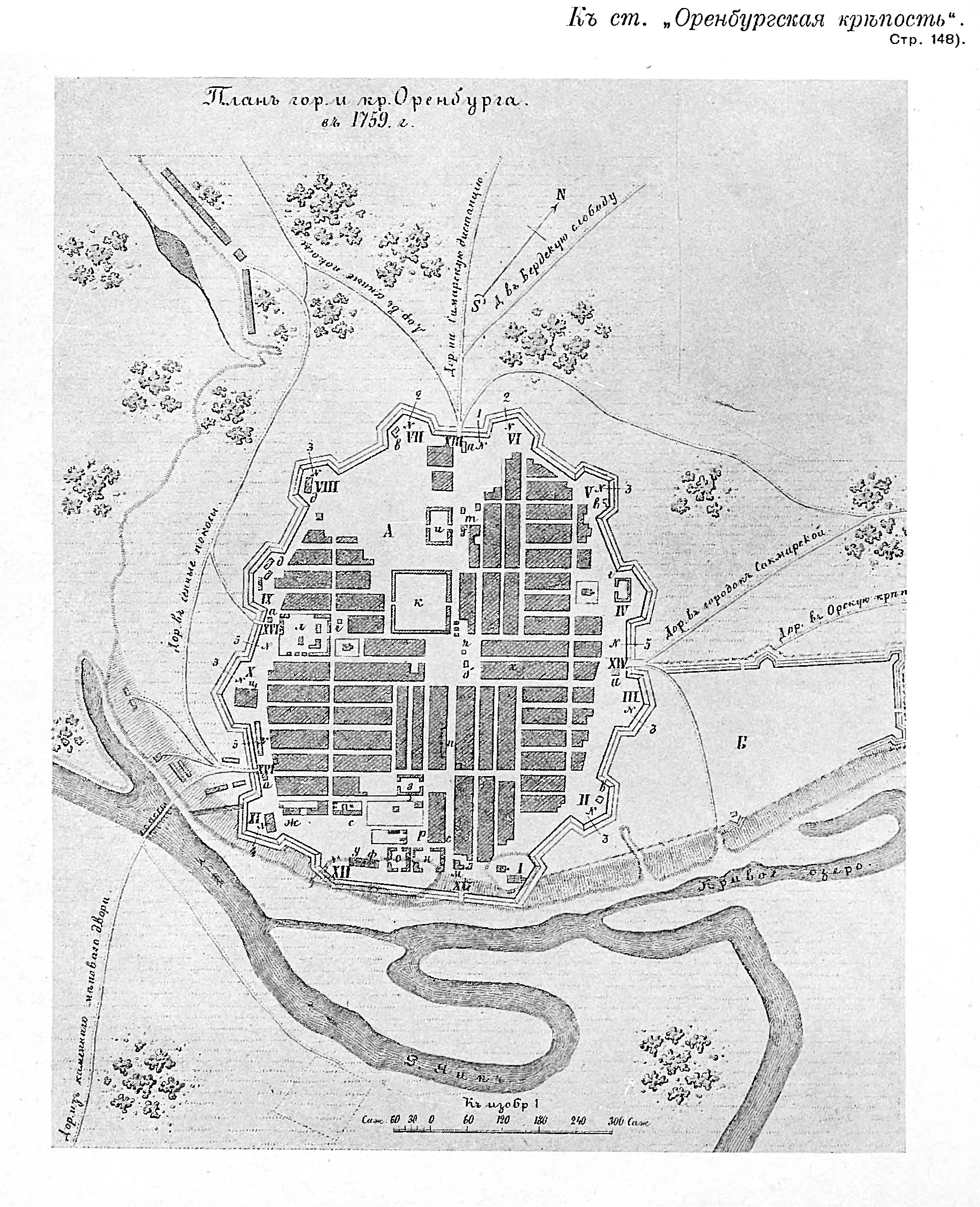
План города и крепости в 1759 году
(рис. из статьи «Оренбургская крепость»
«Военная энциклопедия Сытина», 1914)

В 1734 году последовало и утверждение экспедиции. В состав её были включены военные и гражданские специалисты, которым предписывалось организовать управление краем. Среди участников этой экспедиции был и П. И. Рычков, впоследствии написавший несколько книг по истории оренбургского края. Вооружённую силу, необходимую для обеспечения безопасности отряда, представляли казаки и солдаты.
В начале августа 1735 года экспедиция достигла места назначения. 15 августа последовала закладка военной крепости, 31 августа был основан сам город.
Город при устье реки Орь был вскоре отстроен, однако просуществовать Оренбургу здесь довелось недолго. Вскоре выяснилось неудобство местоположения столь важного центра. Оказалось, что сюда сложно доставлять строительный материал (дерево и камень), что весной округа сильно страдает во время разлива реки. Но главное, крепость была слишком удалена от более населённых территорий, и связь с центральными районами России поддерживалась довольно сложно. Путь к Оренбургу проходил через кочевья башкир, где можно было ожидать нападений. Как сообщает П. И. Рычков, «в 1736 и в 1737 годах, за бывшим Башкирским бунтом, проезд в новый Оренбург был не только затруднителен, но и весьма опасен; чего ради из Российских купцов с товарами почти никто туда не ездил». Все это дало основание поставить вопрос о переносе Оренбурга на новое место.
После смерти И. К. Кирилова (14 апреля 1737 года) управление краем было поручено тайному советнику В. Н. Татищеву — знаменитому историку и географу, известному государственному деятелю. По его представлению в 1739 году был издан указ о том, чтобы построить Оренбург на сто восемьдесят четыре версты ниже по Уралу, при урочище Красная Гора. А город, основанный прежде при устье реки Орь, именовать Орской крепостью.
В 1740 году было развернуто новое строительство. Но вскоре В. Н. Татищев был отозван в столицу, и в оренбургский край он уже не возвратился. Такой поворот событий повлиял на судьбу второго Оренбурга, который в результате разделил участь первого.
В 1742 году в оренбургский край прибыл действительный статский советник И. И. Неплюев, ставший первым оренбургским губернатором. Он придерживался мнения, что и та местность, которую избрал для строительства крепости В. Н. Татищев, не достаточно хороша. И. И. Неплюев считал, что лучше было бы перенести Оренбург туда, где находилась основанная в 1736 году Бердская крепость. Сюда оказалось удобнее доставлять строительный лес и камень, а в округе были хорошие пахотные земли, сенные покосы, богатые рыбой озера. Да и русским купцам было удобнее отсюда добираться до среднеазиатских территорий.
11 апреля 1743 года, в соответствии с указанием уже другой императрицы — Елизаветы Петровны, — последовало третье по счету основание Оренбурга — на этот раз на том месте, где город стоит и поныне — на высоком берегу Урала, близ устья реки Сакмары. Прежний же Оренбург, построенный В. Н. Татищевым, продолжал существовать под наименованием Красногорской крепости.
Сохранилось такое описание Оренбургской крепости, составленное П. И. Рычковым около 1777 года: 

«Крепостное строение города Оренбурга состоит все на ровном месте, но по ситуации онаго расположено иррегулярно, овальною фигурою от одиннадцати полигонах. Имеет в себе десять целых бастионов и два полубастиона, которые, начинаясь от большой соборной церкви Преображения Господня, называются: Успенский, Преображенский, Неплюевский, Никольский (от церкви Николая Чудотворца, близ его имеющейся), потом Штокменский, Лагафеевский, Губернский, Петропавловский, Провиантский, Бердский (от места, где бывала Бердская крепость), Торговый и Воскресенский; при том на поверхности той горы, коя к реке Яику Уралу лежит, между полубастионом от Воскресенского до Успенского, по длине на 275 саженях, по прямой линии положено быть брустверному укреплению с одним редантом, о середине для закрытия в том месте строения, и для всякой обороны с речной стороны, с тем намерением, чтоб под ним крутость горы, коя из природнаго камня, современем обрезать.

Высота крепостному валу по разным местам 12 футов, но по низким более, а по высоким менее, шириною рампар шесть сажен, глубина рва 12, а ширина 35 футов. Наружная крутость одной крепости лицует вся плитным камнем. Ширина сего города по интервалу в широком месте 570, а длина 677 сажен, считая по средине. Окружность сей фортеции, идучи по валу, сочиняет пять верст 192 сажени, а с внешней стороны четыре версты и 289 сажен, не причисляя к тому Казачей слободы, пред двумя полигонами, Преображенским и Неплюевским, застроенной, около которой, начиная от Неплюевского бастиона, положено быть по длине на 388 саженях с тремя бастиона ретраншементу с одним к реке редантом, что яснее видно на плане. Для въезда в город, и для выезда, имеется четверо ворот, называемых: первые Сакмарския, потому что состоят к стороне Сакмары реки, прямо от Губернской канцелярии по большой Губернской улице; другая Орския для того, что сквозь их лежит дорога в Орскую крепость; третьи Яицкия к реке Яику; четвертыя Самарския посему, что на Самарскую дистанцию и к городу Самаре зимняя дорога туда лежит; а к тому может причислен быть и ввоз от реки Яика на гору, где положено быть сквозь вал же пятым водяным воротам».
Строительство шло быстро. Уже к осени того же 1743 года город-крепость в основном был возведен. В плане он имел форму многоугольника, вытянутого с севера на юг, и был окружен валом и рвом.

## Структура крепости

План Оренбургской крепости в Музее истории Оренбурга

Ограду Оренбургской крепости составил сомкнутый, в плане по овалу, земляной вал обложенный бутовым камнем бастионного начертания с сухим рвом. Профиль слабый. Вал был частью с каменной эскарпами, частью с каменной стеной.
Крепость имела 10 бастионов и 2 полубастиона: I Нагорный (полубастион), II Торговый, III Бердский, IV Провиантный, V Воскресенский, VI Губернский, VII Галофеевский, VIII Фон Штокманский, IX Никольский, X Неплюевский, XI Успенский, XII Преображенский (полубастион). В 1818 планировалось построить бастион Князя Волконского.
Город Оренбург был прикрыт со всех сторон, кроме приречной. Ограда неоднократно перестраивалась. Первоначально на вооружении крепости состояло 77 орудий, в 1794—112 орудий. Гарнизон включал в себя 4 батальона пехоты и 164 артиллериста.
В первое десятилетие существования города вал имел среднюю высоту в 12 футов (более 3,5 метров), но по низким местам он был выше, а по высоким ниже. Ров в среднем был глубиной в 12 футов при ширине 35 футов. Со стороны Яика крепость оставалась несомкнутой, поскольку высокий крутой берег, высотой от 24 до 28 метров над уровнем воды реки, считали достаточной естественной защитой. С этой стороны позже построили только редант, просуществовавший недолго. В город вело 4 ворот: Сакмарские, Орские, Чернореченские и Водяные (Уральские) ворота. Все, кроме восточных, Орских, меняли свои названия, зато Орские потом поменяли место.
Город строился по регулярному плану, в основе которого лежит прямоугольная сетка. Такая планировка города усилила оборонительные возможности крепости. Количество пересекаемых весь город улиц сведено до минимума, их очень мало, кроме основных взаимо-перпендикулярных планировочных осей и построенного на них прямоугольника улиц рокадного значения. Остальные улицы пересекаются кварталами по две и три сразу, Всё это облегчало бы локализацию прорыва, если неприятель попал в город. Главной причиной такого решения планировки явилась, очевидно, особенность потенциального противника — кочевников. Основной силой их была конница, а действие её в этих условиях затруднялось. Интересно расположение административных и других казённых зданий не в центре города, а на берегу или рядом с ним. Это противоречило принципам регулярности и напоминает расположение административного центра в древнерусских городах. Нет и полной симметрии плана. В целом планировка города-крепости является уникальной.

Макет Оренбургской крепости в Музее истории Оренбурга

## Строительство и благоустройство крепости
При земляных работах в момент закладки крепости строители натолкнулись на массу человеческих костей и оружия древних времен. Объяснение этому было дано сказанием, что здесь, на возвышенности у слияния двух рек, произошла битва войск двух противоборствующих властителей. Зажатое на горе у слияния двух рек войско когда-то дало здесь яростный бой врагу. Вот как эта легенда изложена на сайте администрации г. Оренбурга:

 ...Когда-то, в незапамятные времена, гора Маяк под Оренбургом носила название Ак-Тюбай, что в переводе с казахского означало «Белый стан». Ногайский хан Басман это место выбрал для стоянки. Откочевал он из Крыма вместе со своею ордой, спасаясь от моровой язвы. С ним пришли и два его мурзы — Алтакар и Битюряк. Между ними возникла вражда. Хан Басман принял сторону Битюряка. Алтакар со своими приверженцами ушёл от повелителя.
Для стоянки он выбрал место, где степь пересекала большой овраг. Однажды, узнав о готовящемся набеге, мурза перенёс стоянку на другую сторону, а на дне оврага вбил колья, после чего на прежнем месте развел костры. Передовой отряд Басмана почти весь погиб в овраге.
Недалеко от берега реки, где ковыль был самый густой и доходил до плеч воина, как гласит легенда, непокорный Алтакар подготовил бывшему повелителю ещё одну ловушку. Несколько дней подряд батыры Алтакара под покровом темноты с обрывистой кручи Яика перетаскивали глыбы камней в ковыльную степь, опоясав ими стоянку. И снова воины хана попали в ловушку — ковыль скрыл подготовленный «сюрприз» — кони, на всем скаку налетев на глыбы, переплетенные жердями, ломали ноги, давили всадников...
В жестоком бою Алтакар разбил своего повелителя, сам Басман в этой схватке был убит и вместе с павшими в том бою похоронен.
Именно с места захоронения началась закладка нынешнего Оренбурга. Во времена его первостроителей ещё были заметны следы каменного кладбища.— http://www.admin.orenburg.ru/div11/929/931/
Застраивался город с юга на север. По главным улицам — Губернской и Штабной (наст. время — Советская и Ленинская, соответственно) селились, высшие офицеры и чиновники, а также те, «кои пред прочими лучше построить могут». К востоку от Губернской селились казаки, к западу — солдаты, «своекоштные» (то есть живущие на собственные средства) и ссыльные, которым разрешалось поселение. Для остальных сразу же построили острог в Бердском бастионе. Южная часть обеих половин оставалась преимущественно за казной.
В 1744 начал функционировать первый гостиный двор (плетневый, обмазанный глиной).
В середине 1750-х годов с восточной стороны города началось строительства казачьей слободы, названной по церкви Георгиевской, но именовавшейся и Калмыцкой, потому что сюда селили преимущественно записанных в казаки крещённых калмыков. Осенью 1773 слобода по приказу губернатора была сожжена при подходе пугачёвцев к Оренбургу.

Как и в других крепостях Российской империи, ворота Оренбургской крепости после «вечерней зори», то есть после отбоя с барабанным боем вечером запирались и дежурный караул у ворот не выпускал никого из крепости и не впускал в неё. Запоздавшие выйти из крепости или войти в неё и стремившиеся пробраться через крепостной вал и ров хвастались солдатским караулом и подвергались денежному штрафу. Между прочим крепостные сооружения Оренбурга были довольно в запущенном состоянии.
П. И. Рычков пишет, что в канун событий восстания Е. Пугачёва, в 1773 году «городские валы и рвы в таком запущенном состоянии были, что во многих местах без всякого затруднения на лошадях верхом выезжать было можно». — http://www.vecherniyorenburg.ru/cat135/show3075/
.

## Меновой двор
В 1745 на левом берегу Яика появился и меновой двор (мазанковый, в столбах), который разрушило весенним паводком 1749. Поэтому с 1750 началось строительство другого, значительно более обширного, кирпичного менового двора несколько дальше от реки. Торговля здесь шла летом, зимой торговали только в гостином дворе, который 1750—1754 был построен капитально, тоже на новом месте и больших размеров.
Оренбургская крепость стала опорным пунктом для утверждения российского господства в крае и важным центром развития торговли. Сюда приходили купеческие караваны из Хивы, Бухары, Хорезма и других среднеазиатских городов. Ещё до перенесения Оренбурга на нынешнее место обеспечению безопасности купцов уделялось большое внимание, в дальнейшем же, в 1744 году, на другом берегу реки Урал был устроен Меновой двор, ставший значительным приграничным торговым центром. В то же время оренбургская крепость должна была обеспечивать безопасность уральских горнозаводских предприятий, нередко подвергавшихся нападениям башкир. Оренбург являлся узловым пунктом системы крепостей, защищавших юго-восточные рубежи Российского государства.

 ОРЕНБУРГСКИЙ МЕНОВОЙ ДВОР, рынок, построенный с целью развития торговли России с гос-вами Ср. Азии и Индии. Был заложен в 1743, одновр. с Оренбургом, в 4 верстах к Ю. от города. Стр-во О. м. д. было ускорено решением Сената «О постройке каменного двора и таможни за Яиком» (1751) и закончено в 1758. Представлял собой крепость (без рва и пушек, в форме квадрата пл. ок. 40 тыс. м2), окруженную кам. лавками, снаружи обнесенную стенами, где имелись «азиатские» и «европейские» ворота. В ц. О. м. д. находился «азиатский дворик» с такими же лавками. На его терр. были построены кам. церковь и мечеть. В 1747 году в О. м. д. насчитывалось 131 лавка, а в 1890-х гг. — 329 лавок, 1 трактир и 3 тат. харчевни. О. м. д. играл важную роль в торговле России со странами Ср. Азии, казахами, башкирами и др. народами, населявшими юго-вост. пограничные районы. Торг начинался ежегодно в авг. и продолжался до октября. К этому времени приходили торговые караваны из Хивы и Бухары. Кроме того, поступали товары из Индии, России, Казахстана и др.

До 1868 г. на О. м. д. находилась таможня, которая ежегодно собирала до 50 тыс. руб. пошлин. О. м. д. в сент. 1868 с упразднением Оренб. таможенной линии был передан Оренб. гор. обществ. управлению. В 1871 на О. м. д. открывается ярмарка и учреждается ярмарочный комитет из представителей гор. властей и депутатов от оренб., хивин., бухар. и казах. купцов. Ярмарка проводилась ежегодно с 1 июня по 1 ноября. Торговый оборот доходил до сотни млн рублей. О. м. д. теряет свою роль как ц. русско-азиатской торговли с открытием в 1885 Закаспийской жел. дороги. О. м. д. ныне не существует. 
Меновой двор находится на азиатской стороне за рекой Уралом, близ полотна Ташкентской железной дороги, в расстоянии 5 верст от города. Первоначальным своим устройством (в 1747 году) меновой двор для летней торговли с азиатцами и русскими соседями обязан организатору Оренбургского края и первому оренбургскому губернатору И. И. Неплюеву. Уже в то время меновой двор имел 148 амбаров и 134 лавки; те и другие были деревянные, замененные впоследствии (в 1749—1754 годах) каменными, на постройку которых было отпущено 63.404 руб. 80 коп. ассигнациями. Настоящее своё устройство меновой двор получил в первое десятилетие минувшего XIX века при оренбургском военном губернаторе князе Волконском. Меновой двор занимает обширную площадь, обнесенную высокими каменными стенами в виде крепости, бастионы которой в виде башен с амбразурами в недавнее время почему-то уничтожены. До 1860 года меновой двор укреплен был батареями, на стенах его стояли заряженные пушки. От русских торговцев требовалось, чтобы они въезжали на двор не иначе, как вооружённые огнестрельным и холодным оружием.
С европейской и азиатской сторон во двор вели двое ворот; над первыми находилась прежде квартира таможенного директора, над вторыми помещалась пограничная таможня. Внутри двора находилось 225 торговых лавок с азиатскими товарами, 128 лашкаев, два пакгауза, православная церковь и магометанская мечеть, две гостиницы, две харчевни. В общем меновой двор представляет собою тип восточных базаров. В былое время торговое значение менового двора было огромное. Для обмена товаров на двор приходили из Бухары, Хивы, Коканда, Ташкента, Самарканда, Акмолинской и Тургайской областей и других мест Средней Азии большие караваны (до 2 тыс. и свыше верблюдов и лошадей), навьюченные кожами, шерстью, хлопком и разными восточными товарами. Из Башкирии привозились сюда бобры, белки, волки, зайцы, горностаи, выдры, ласки, куницы, рысь, норки, лось, росомахи, медвежьи меха и проч., а из киргизских степей — бабры. Яицкие казаки доставляли на двор кабаньи туши и клыки, сайгаков, вязигу, клей, икру и рыбу, а с Волги везли выхухоль. Немало приносила выгод промышленникам и торговля лебяжьими шкурками, доставляемыми преимущественно из Гурьева городка, и некоторыми породами птиц, например, ястребами, соколами и беркутами, которых башкиры и киргизы охотно выменивали на свои товары, употребляя их для охоты на волков, лисиц, корсаков и других зверей. Но главные предметы меновой торговли, замечает г. Витевский, составляли скот и хлеб, как существенные потребности жизни. Взамен скота киргизы получали разные чугунные изделия, а также медные и железные, затем бархат, парчи, сукна, шелковые ткани, позументы, платки, ленты, выбойки, тесьму, зеркала, румяна, белила, бисер, холст, юфть, табак и особенно хлеб. Из Ташкента вывозили сюда: виноград, шепшалу, винные ягоды, яблоки, груши и другие фрукты, хлопок. Первое место по важности и ценности между вывозимыми в Азию предметами занимали серебро и золото. Торговое значение менового двора росло неуклонно до конца XIX века. В 1822—1833 годах через Оренбургскую таможню средним числом отпускалось товаров на 1,3 млн руб., а привозилось на 1,6 млн руб. 1850-е годы были временем упадка меновой торговли, но в начале 1860-х годов она снова стала расти, и к концу тех же годов размеры отпускной торговли увеличились до 5 млн руб., а привозной — до 3 млн руб. Такой быстрый оборот отпуска объясняется уничтожением таможни и проникновением в это время в степь бумажных товаров и отчасти бакалеи. Постройка железной дороги в Оренбурге в конце 1876 года способствовала дальнейшему росту его торговой деятельности; затем сильный удар меновому двору был нанесен со времени окончания постройки Закаспийской железной дороги, на которую направились большею частью среднеазиатские грузы чрез Кавказ, но постройка дороги из Оренбурга на Ташкент вернула ему прежнее значение и вознаградила за временную потерю. Замечательна простота или доверчивость, какая существовала между продавцами и покупателями. Зимою тысячи киргиз являлись к известным оренбургским купцам и забирали у них какое нужно количество красного и другого товара. Купец, не зная киргиза, отпускал ему требуемый товар, назначал на него цену и говорил: «Заплатишь ты мне весною или летом баранами, которых приму я от тебя по цене, какая будет стоять тогда на меновом дворе». В назначенное время киргиз являлся на меновой двор и честно расплачивался с заимодавцем, отдавая баранов своих по базарной цене. В настоящее время, как и прежде, торговля скотом и сырьём на меновом дворе занимает первое место. Пустуя зимою, меновой двор оживляется во время лета с 1 июня по 1 ноября. Приезжают башкиры, татары, хивинцы, бухарцы. Ежегодно внутри двора и за двором производится довольно оживленная торговля: покупаются и вымениваются лошади, верблюды, рогатый скот, бараны и ослы, верблюжья шерсть, джебага, разные кожи, бараньи овчины, мерлушки, шкуры: козлиные, волчьи, лисьи, хлопок, козий пух, хвосты, гривы, войлок и проч. Ковры, платки и ситцы, коленкор, бязь, плис, сукна, бархат, халаты и разные изделия наполняют лавки. Меновой торг стал переходить постепенно в денежный, но эксплуатация киргиз торговцами из татар продолжается, как и прежде; часть цены обыкновенно уплачивается товаром низшего разряда. В позднейшее время торговля на меновом дворе не прекращается даже зимою. Так, по сведениям городской управы, с 1 по 16 декабря 1913 года на меновом дворе продано товаров на 377.889 руб. Торговали очень бойко сырыми кожами, скот же отсутствовал. Сырьё отправляют в Ирбит, Казань, Нижний Новгород и портовые города для экспорта за границу. Лошадей покупают скупщики, которые отправляют их партиями в Уфимскую губернию, в Казань и Вятку. Желающий посетить двор может воспользоваться услугами Ташкентской железной дороги, устроившей близ того двора первую из Оренбурга станцию; а в летнее время самое удобное и дешевое, по 5 коп. с человека, сообщение с меновым двором совершается на так называемых долгушках (длинные дроги), стоящих на Чернореченской площади, близ пушного базара, с 6 часов утра до 8 часов вечера и помещающих по б пассажиров. Поезда на долгушках отходят ежечасно вперед и обратно.

## Пугачёвский бунт
Одно из наиболее значительных за свою историю потрясений Оренбургу пришлось выдержать в конце XVIII века, когда город около 6 месяцев находился в осаде во время пугачёвского восстания. Оренбургская крепость упоминается в «История Пугачёва» (цензурное заглавние — «История Пугачёвского бунта») и в известном произведении классика русской литературы «Капитанская дочка» А. С. Пушкина. Серьёзную угрозу Империи при Екатерине II составило восстание под предводительством Емельяна Пугачёва.
Осенью 1773 года, вскоре после начала выступления, отряды Е. Пугачёва от Яицкого городка направились к Оренбургу. По пути силы восставших росли — к движению присоединились казаки, татары, калмыки, казахи, помещичьи крестьяне.
5 октября 1773 года, повстанческая армия подошла к реке Урал. Пугачёвцы разбили лагерь на лугах в пойме Яика, затем перенесли его к югу от Бердской слободы. С наступление холодов повстанцы в большинстве переселились в Берду (Берды). Опорным пунктом Пугачёва близ Оренбурга стала Бердская слобода, жители которой приняли участие в восстании. Емельян Пугачёв выдавал себя за императора Петра III. В казачьей слободе он старался подчеркнуть важность своей персоны и по возможности окружить себя подобающей царю обстановкой, так дом, в котором остановился Пугачёв, изнутри был обит золотой фольгой, а на одной из стен поместили портрет цесаревича Павла.
Несколько сражений вне оренбургской крепости выиграли восставшие. Так, оренбургский губернатор попытался справиться с осаждавшими силами гарнизона крепости. 12 октября 1773 года произошло сражение с пугачёвцами, но ввиду подавляющего численного перевеса последних оренбуржцам пришлось отступить под защиту крепостных сооружений, потеряв в бою несколько десятков человек убитыми, ранеными, пленными.
К началу осады Оренбурга численность пугачёвцев достигла 2360 человек. Пугачёвцам удалось добыть двадцать пушек и несколько бочек пороха, что значительно увеличило надежды на успех (прежде из-за отсутствия артиллерии они не смогли взять Яицкий городок). Пугачёвцы обстреливали Оренбургскую крепость из пушек и пытались взять её штурмом, а когда потерпели неудачу, приступили к длительной осаде.
Наступление Пугачёва на столицу края было остановлено стойкостью гарнизонов императорской армии и Оренбургской крепости. В начале ноября на выручку осажденному Оренбургу направился из Казани отряд правительственных войск во главе с генералом Каром. Однако он был разгромлен пугачёвцами в трёхдневных боях у деревни Юзеевой. Кару с остатками войска пришлось отступить. Затем потерпели поражения и другие направленные против пугачёвцев отряды. Так, когда утром 13 ноября к осажденному городу приблизился полковник Чернышев с двумя тысячами воинов, пугачёвцам удалось обманом заманить его в западню. В результате сам Чернышев и находившиеся в его отряде офицеры были захвачены в плен и казнены.
Силы восставших росли с каждым днем — к началу декабря пугачёвская армия насчитывала уже до 25000 человек с 86 пушками. Движение приняло большой размах, охватывая все новые и новые районы. А Оренбургская крепость вплоть до последней декады марта 1774 года продолжала оставаться в осаде. Пугачёвцы продолжали обстреливать город из пушек, препятствовали подвозу продовольствия. В Оренбурге начался голод.
Зимой 1773—1774 годов правительство направило против пугачёвцев более значительные силы — несколько кавалерийских и пехотных полков, которыми командовал генерал А. И. Бибиков. Восставшим пришлось отступать. А 22 марта 1774 года под Татищевой крепостью пугачёвцы были разгромлены, причём понесли большие потери и лишились всей артиллерии. После этого осада Оренбурга была снята. Затем последовали другие поражения восставших, и в сентябре 1774 года был арестован Е. Пугачёв, доставлен в Симбирск А. В. Суворовым и после допросов и пыток переправлен в Москву. Казнен на Болотной площади.
После событий 1773—1774 годов Оренбургская крепость ещё длительное время сохраняла военное значение. В первой половине XIX века большую часть населения города по-прежнему составляли казаки и солдаты. Положение переменилось после снятия воинского постоя, Оренбургская крепость была упразднена.

## Уцелевшие фрагменты крепости

Башня бывшей гарнизонной гауптвахты, ныне Музей истории Оренбурга

В 1861 году крепость была упразднена. Вал и ров вокруг крепости убрали. В настоящее время от сооружений Оренбургской крепости остались небольшие фрагменты. Уцелел вал в районе IX Николаевского бастиона (на отдельных схемах крепости числится под номером IV) за клубом Оренбургского президентского кадетского училища и артиллерийский деловой двор. Вход в подземелье (100 м восточнее арт. двора) взорван в конце 1970-х годов по указанию начальника училища (причина — аварийное состояние). Имеются фрагменты подземных ходов внутри бывшей крепости (состояние неудовлетворительное), о чём свидетельствуют провалы грунта в районе ул. Коваленко (Студенческой) в 1970-х годах. Кузница крепости демонтирована решением начальника училища генерал-майором Чукиным Л. М. в 1990-х годах (причина — аварийное состояние, отсутствие финансирования на ремонт здания). Здание находилось под охраной государства. Сохранены остатки Водяных ворот, располагавшихся в южной стороне города. Существует и действует поныне гарнизонный военный госпиталь. Корпуса госпиталя с метровой толщины стенами из красного кирпича расположены в форме буквы «Е» в честь императрицы Екатерины Великой. Сохранена крепостная башня, бывшее здание казначейства крепости, позже гарнизонная гауптвахта, в настоящее время — Музей истории Оренбурга.

## Восстановленные части
В 2020 году были открыты на своём историческом месте восстановленные по сохранившимся изображениям, схемам и описаниям Орские ворота — восточная арка бывшей Оренбургской крепости. Ворота с орнаментом и гербом в точности, только с разворотом в 90 градусов, повторяют исторический аналог и выполнены в натуральную величину: ширина фасада ворот – около 8,5 м, высота вместе с парапетом – 7,7 м, высота и ширина въездного проёма — 4,2 м, длина проезда ворот — 11,7 м.